# Wenzel III. (Liegnitz-Ohlau)
Wenzel III. von Ohlau (auch Ludwig III. von Liegnitz-Ohlau; * 1400; † 1423) war von 1420 bis zu seinem Tod 1423 gemeinsam mit seinem jüngeren Bruder Ludwig III. Herzog von Liegnitz und Ohlau und Herr auf Nimptsch. Er war Lehnsmann der Krone Böhmen und entstammte dem Liegnitzer Zweig der Schlesischen Piasten.

## Leben
Seine Eltern waren Herzog Heinrich IX. († 1417/20) und Anna († 1403), eine Tochter des Teschener Herzogs Przemislaus I.
Nach dem Tod des Vaters 1419/20 erbte Wenzel III. gemeinsam mit dem jüngeren Bruder Ludwig III. Ohlau und Nimptsch, während Lüben und Haynau dem ältesten Bruder Ruprecht II. zufielen. Im selben Jahr huldigten sie ihrem Landesherrn, dem böhmischen König Sigismund. 
Bereits 1420 schlossen die drei Brüder mit dem Liegnitzer Herzog Ludwig II., der ein Stiefbruder ihres Vaters war, einen Erbvertrag, mit dem sie ihren Onkel im Falle von dessen kinderlosem Tod, beerben sollten. An den 1424 durchgeführten gegenseitigen Eventualhuldigungen konnte Wenzel III. nicht mehr teilnahmen, da er bereits 1423 verstorben war. 
Da Wenzel III. und auch der 1431 gestorbene Bruder Rupprecht II. keine Nachkommen hinterließen, gelangte deren gesamter Besitz an den jüngsten Bruder Ludwig III. Er führte nach dem Tod seines Onkelen Ludwig II. langwierige Erbstreitigkeiten, durch die der bis 1469 andauernde Liegnitzer Lehnstreit ausgelöst wurde. 